# Petosse
Petosse és un municipi francès situat al departament de Vendée i a la regió de País del Loira. L'any 2007 tenia 537 habitants.

## Demografia

### Població
El 2007 la població de fet de Petosse era de 537 persones. Hi havia 213 famílies de les quals 48 eren unipersonals (26 homes vivint sols i 22 dones vivint soles), 73 parelles sense fills, 81 parelles amb fills i 11 famílies monoparentals amb fills.
La població ha evolucionat segons el següent gràfic:
Habitants censats

### Habitatges
El 2007 hi havia 231 habitatges, 214 eren l'habitatge principal de la família, 10 eren segones residències i 7 estaven desocupats. 218 eren cases i 13 eren apartaments. Dels 214 habitatges principals, 168 estaven ocupats pels seus propietaris, 42 estaven llogats i ocupats pels llogaters i 5 estaven cedits a títol gratuït; 2 tenien una cambra, 5 en tenien dues, 26 en tenien tres, 50 en tenien quatre i 131 en tenien cinc o més. 185 habitatges disposaven pel capbaix d'una plaça de pàrquing. A 88 habitatges hi havia un automòbil i a 116 n'hi havia dos o més.

### Piràmide de població
La piràmide de població per edats i sexe el 2009 era:
| Homes | Edats   | Dones |
| ----- | ------- | ----- |
| 0     | 95 o +  | 0     |
| 0     | 90 a 94 | 4     |
| 0     | 85 a 89 | 0     |
| 4     | 80 a 84 | 0     |
| 8     | 75 a 79 | 8     |
| 12    | 70 a 74 | 12    |
| 12    | 65 a 69 | 12    |
| 24    | 60 a 64 | 20    |
| 0     | 55 a 59 | 8     |
| 20    | 50 a 54 | 4     |
| 20    | 45 a 49 | 28    |
| 16    | 40 a 44 | 16    |
| 16    | 35 a 39 | 16    |
| 8     | 30 a 34 | 8     |
| 8     | 25 a 29 | 12    |
| 16    | 20 a 24 | 12    |
| 36    | 15 a 19 | 32    |
| 12    | 10 a 14 | 16    |
| 4     | 5 a 9   | 12    |
| 8     | 0 a 4   | 8     |

## Economia
El 2007 la població en edat de treballar era de 332 persones, 254 eren actives i 78 eren inactives. De les 254 persones actives 235 estaven ocupades (132 homes i 103 dones) i 21 estaven aturades (5 homes i 16 dones). De les 78 persones inactives 32 estaven jubilades, 25 estaven estudiant i 21 estaven classificades com a «altres inactius».

### Ingressos
El 2009 a Petosse hi havia 233 unitats fiscals que integraven 590 persones, la mediana anual d'ingressos fiscals per persona era de 15.227,5 €.

### Activitats econòmiques
Dels 21 establiments que hi havia el 2007, 4 eren d'empreses de fabricació d'altres productes industrials, 8 d'empreses de construcció, 1 d'una empresa de comerç i reparació d'automòbils, 1 d'una empresa financera, 4 d'empreses de serveis, 2 d'entitats de l'administració pública i 1 d'una empresa classificada com a «altres activitats de serveis».
Dels 5 establiments de servei als particulars que hi havia el 2009, 1 era un paleta, 1 fusteria, 2 electricistes i 1 empresa de construcció.
L'any 2000 a Petosse hi havia 16 explotacions agrícoles.

## Equipaments sanitaris i escolars
El 2009 hi havia una escola elemental integrada dins d'un grup escolar amb les comunes properes formant una escola dispersa.

## Poblacions més properes
El següent diagrama mostra les poblacions més properes.